# Norair Aslanyan
Norair Aslanyan (Armeens: Նորայր Ասլանյան) (Qarahunj, 25 maart 1991) is een voormalig Nederlands-Armeense profvoetballer die doorgaans als aanvaller speelde. Aslanyan debuteerde in 2013 in het Armeens voetbalelftal. Hij kreeg in 2012 ook de Nederlandse nationaliteit.
Aslanyan heette tot in 2012 Norair Mamedov. Zijn familie nam de Azerbeidzjaanse naam Mamedov aan om te ontsnappen aan gebeurtenissen in de oorlog in Nagorno-Karabach, waarna zij naar Nederland kwamen. Hij speelde ook kortstondig onder de dubbele naam Aslanyan-Mamedov.

## Clubcarrière
Aslanyan kwam op jeugdige leeftijd in de jeugdopleiding van FC Groningen. Als speler van de A1 van FC Groningen steeg hij boven de verwachtingen uit en werd daarom verhuurd aan BV Veendam. Echter maakte hij nooit zijn debuut in Veendam.
Voor het seizoen 2010/11 verhuurde FC Groningen Aslanyan aan Cambuur-Leeuwarden. Hij kwam hier tot zeven wedstrijden. Een goal wist hij niet te maken.
In de winterstop van 2010/11 keerde Aslanyan terug naar FC Groningen. Op 6 maart 2011 maakte hij zijn debuut voor FC Groningen. Hij debuteerde met rugnummer 45 tegen Heracles Almelo (1-4 verlies). Aslanyan werd topscorer van de Beloften Eredivisie.
Op 30 mei 2011 tekende hij een contract voor twee seizoenen bij FC Zwolle.
Op 5 juni 2012 tekende Aslanyan een eenjarig huurcontract bij FC Emmen. Nadat zijn contract bij PEC Zwolle in de zomer van 2013 afliep was hij transfervrij. Hij tekende vervolgens een tweejarig contract bij Willem II, dat net gedegradeerd was naar de Eerste divisie.. Hij werd met de Tilburgers in het seizoen 2013/14 kampioen van de Eerste divisie. In de zomer van 2014 werd hij verhuurd aan Almere City.
Hij tekende in juli 2017 een contract tot medio 2020 bij Alasjkert. Dat lijfde hem transfervrij in nadat zijn contract bij Telstar ten einde kwam. In december 2017 werd zijn contract ontbonden. In januari 2018 keerde hij terug bij Emmen. Hierna kwam hij uit voor VV Katwijk en OFC.

## Clubstatistieken
| Seizoen                      | Club          | Competitie       | Wed. | Goals |
| ---------------------------- | ------------- | ---------------- | ---- | ----- |
| 2009/10                      | FC Groningen  | Eredivisie       | 0    | 0     |
| 2009/10                      | → BV Veendam  | Eerste divisie   | 0    | 0     |
| 2010/11                      | FC Groningen  | Eredivisie       | 5    | 0     |
| 2010/11                      | → SC Cambuur  | Eerste divisie   | 7    | 0     |
| 2011/12                      | FC Zwolle     | Eerste divisie   | 24   | 5     |
| 2012/13                      | → FC Emmen    | Eerste divisie   | 27   | 5     |
| 2013/14                      | Willem II     | Eerste divisie   | 22   | 2     |
| 2014/15                      | → Almere City | Eerste divisie   | 33   | 7     |
| 2015/16                      | Almere City   | Eerste divisie   | 25   | 4     |
| 2016/17                      | → SC Telstar  | Eerste divisie   | 0    | 0     |
| 2017/18                      | FC Emmen      | Eerste divisie   | 6    | 1     |
| 2017/18                      | FC Alasjkert  | Bardsagujn Chumb | 2    | 0     |
| Totaal                       | Totaal        | Totaal           | 151  | 24    |
| Bijgewerkt tot 16 juli 2021. |               |                  |      |       |

## Armeens voetbalelftal
Begin 2012 verkreeg hij een Armeens paspoort en nam zijn oude familienaam Aslanyan aan. Hij werd in februari 2012 opgeroepen voor twee vriendschappelijke wedstrijden maar moest vanwege een blessure afzeggen. Op 5 februari 2013 maakte hij zijn debuut in het Armeens voetbalelftal met een invalbeurt tijdens een 1-1 gelijkspel in een oefeninterland tegen Luxemburg. Hij viel op 12 juni ook in tijdens een WK-kwalificatiewedstrijd tegen Denemarken.

## Interlands
| Interlands van Norair Aslanyan | Interlands van Norair Aslanyan | Interlands van Norair Aslanyan         | Interlands van Norair Aslanyan | Interlands van Norair Aslanyan | Interlands van Norair Aslanyan | Interlands van Norair Aslanyan |
| №                              | Datum                          | Wedstrijd                              | Uitslag                        | Competitie                     |                                |                                |
| Als speler van FC Emmen        | Als speler van FC Emmen        | Als speler van FC Emmen                | Als speler van FC Emmen        | Als speler van FC Emmen        | Als speler van FC Emmen        |                                |
| ------------------------------ | ------------------------------ | -------------------------------------- | ------------------------------ | ------------------------------ | ------------------------------ | ------------------------------ |
| 1                              | 05-02-2013                     | Luxemburg – Armenië                    | 1 – 1                          | Vriendschappelijk              |                                |                                |
| 2                              | 11-06-2013                     | Denemarken – Armenië                   | 0 – 4                          | WK kwalificatie 2014           |                                |                                |
| Als speler van Willem II       |                                |                                        |                                |                                |                                |                                |
| 3                              | 14-08-2013                     | Albanië – Armenië                      | 2 – 0                          | Vriendschappelijk              |                                |                                |
| 4                              | 27-05-2014                     | Verenigde Arabische Emiraten – Armenië | 3 – 4                          | Vriendschappelijk              |                                |                                |
| 5                              | 31-05-2014                     | Algerije – Armenië                     | 3 – 1                          | Vriendschappelijk              |                                |                                |
| Als speler van Almere City FC  |                                |                                        |                                |                                |                                |                                |
| 6                              | 03-09-2014                     | Letland – Armenië                      | 2 – 0                          | Vriendschappelijk              |                                |                                |
| 7                              | 14-10-2014                     | Armenië – Frankrijk                    | 0 – 3                          | Vriendschappelijk              |                                |                                |
| 8                              | 08-10-2015                     | Frankrijk – Armenië                    | 4 – 3                          | Vriendschappelijk              |                                |                                |

## Erelijst
| Nationaal               |    |                  |
| Kampioen Eerste Divisie | 2x | 2011/12, 2013/14 |